# Sam Bell
Sam Bell, né le 23 mai 2002 à Bristol en Angleterre est un footballeur anglais qui évolue au poste d'ailier gauche à Bristol City.

## Biographie

### En club
Né à Bristol en Angleterre, Sam Bell notamment formé par le club local de Bristol City.
Le 23 décembre 2019, Bell est prêté au Yate Town F.C. (en).
Il fait ses débuts en Championship le 5 décembre 2020, face à Birmingham City. Il entre en jeu à la place de Ádám Nagy et son équipe est battue par un but à zéro,.
Le 17 janvier 2023, Bell inscrit son premier but pour Bristol City, lors d'une rencontre de coupe d'Angleterre face à Swansea City. Entré en jeu à la place de Nahki Wells, il donne la victoire à son équipe durant les prolongations (1-2 score final),. Le 4 février 2023, Bell marque son premier but en Championship, face à Preston North End. Titularisé, il permet à son équipe de s'imposer par deux buts à un,.

### En sélection
Sam Bell compte deux sélections avec l'équipe d'Angleterre des moins de 20 ans, les deux obtenues en 2023.